# Serra-di-Scopamène
Serra-di-Scopamène (korsisch A Sarra di Scupamena; italienisch Serra di Scopamene) ist eine Gemeinde im französischen Département Corse-du-Sud auf der Mittelmeerinsel Korsika. Sie gehört zum Kanton Sartenais-Valinco im Arrondissement Sartène. Nachbargemeinden sind
- Zicavo im Norden,
- Quenza im Nordosten,
- Zonza im Südosten,
- Sorbollano im Süden,
- Zérubia im Südwesten,
- Aullène im Nordwesten.

Die Bewohner nennen sich Serrois oder Sarrinchi.

## Bevölkerungsentwicklung
| Jahr      | 1962 | 1968 | 1975 | 1982 | 1990 | 1999 | 2008 | 2012 |
| --------- | ---- | ---- | ---- | ---- | ---- | ---- | ---- | ---- |
| Einwohner | 316  | 299  | 283  | 237  | 154  | 120  | 108  | 104  |